# Ophthalmolycus macrops
Ophthalmolycus macrops es una especie de pez de la familia Zoarcidae en el orden de los perciformes.

## Morfología
Los machos pueden llegar a alcanzar los 14,6 cm de longitud total.

## Hábitat
Es un pez de mar y de aguas profundas que vive entre 73-552 m de profundidad.

## Distribución geográfica
Se encuentra en el Pacífico suroriental: Chile.

## Observaciones
Es inofensivo para los humanos. 